# مارلين وير
مارلين وير (بالإنجليزية: Marilyn Ware) هي ناشِطة ودبلوماسية أمريكية، ولدت في 4 نوفمبر 1943 في فيلادلفيا في الولايات المتحدة، وتوفيت في 14 ديسمبر 2017 في دنفر في الولايات المتحدة بسبب مرض آلزهايمر.

## وصلات خارجية
- مارلين وير على موقع إن إن دي بي (الإنجليزية)